# Crosta d'esca (grup de bolets)
Les crostes d'esca són bolets massissos que tenen la consistència del suro o de la fusta. Tots són perennes i anualment formen una capa de tubs que se superposa a la de l’any anterior

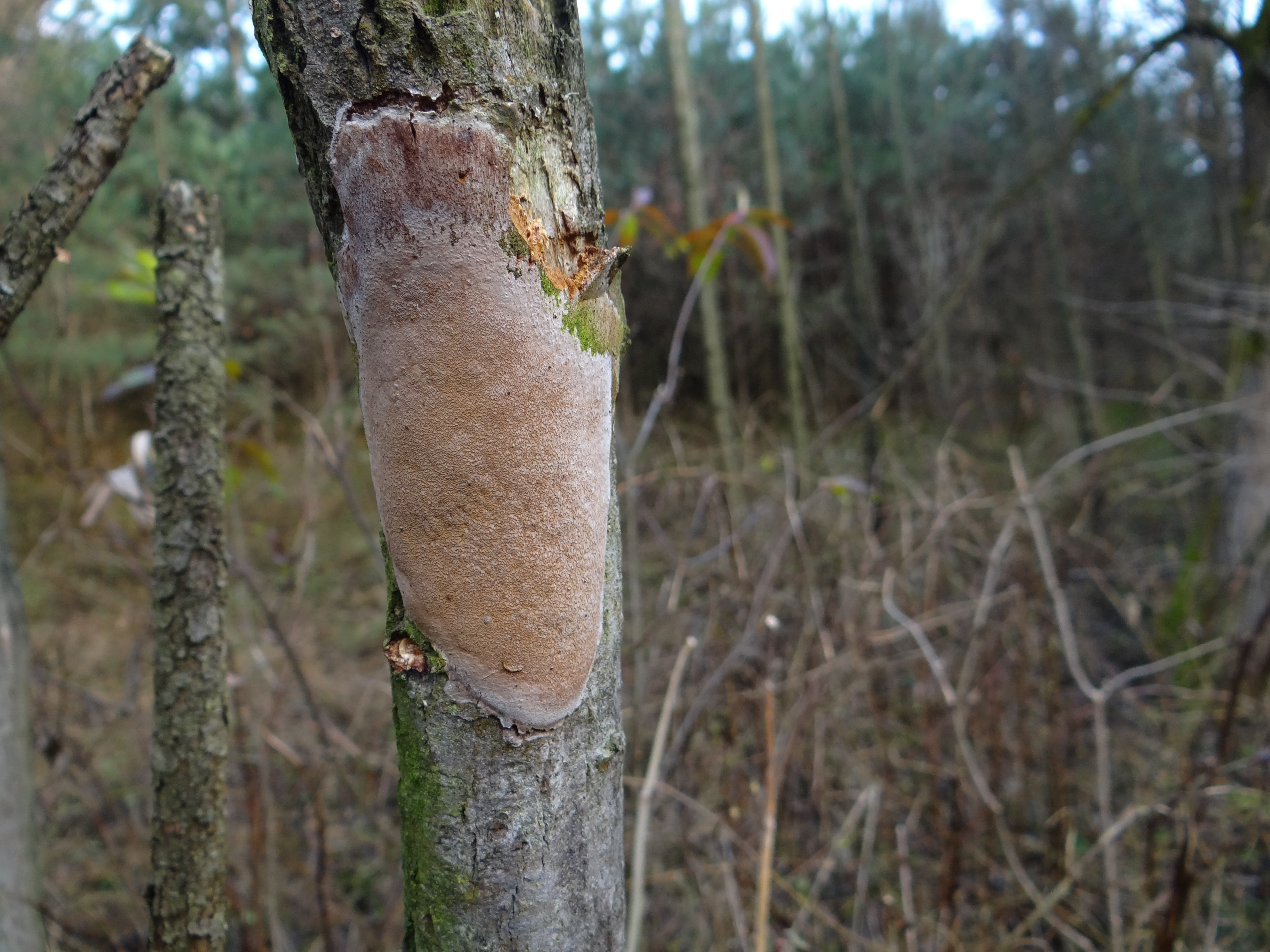
Crosta d’esca encoixinada (Fomitiporia punctata)

Els ventalls d’esca i els bolets d’esca s'inicien en forma de crostes pel que a vegades és complex determinar quin tipus de bolet estem observant i a quin grup pertany. Cal analitzar sempre els troncs més propers o altres substrats de la mateixa localitat buscant bolets similars amb un grau de maduració superior o si es manté l’aspecte de crosta.
Les crostes d’esca són bolets molt similars entre ells i amb pocs detalls que permetin diferenciar-ne les espècies; per tant, són molt complexos d’identificar macroscòpicament

## Exemples més corrents
Les espècies de crostes d'esca més corrents són:
- Szczepkamyces campestris, crosta d’esca d’alzina
- Perenniporia rosmarini, crosta d’esca de romaní
- Fomitiporia punctata, crosta d’esca encoixinada
- Fuscoporia ferruginosa, crosta d’esca rovellada
- Fuscoporia contigua, crosta d’esca de porus fins
- Perenniporia medulla-panis, crosta d’esca de molla de

pa